# Monasterio de Santa Catalina de Siena (Buenos Aires)

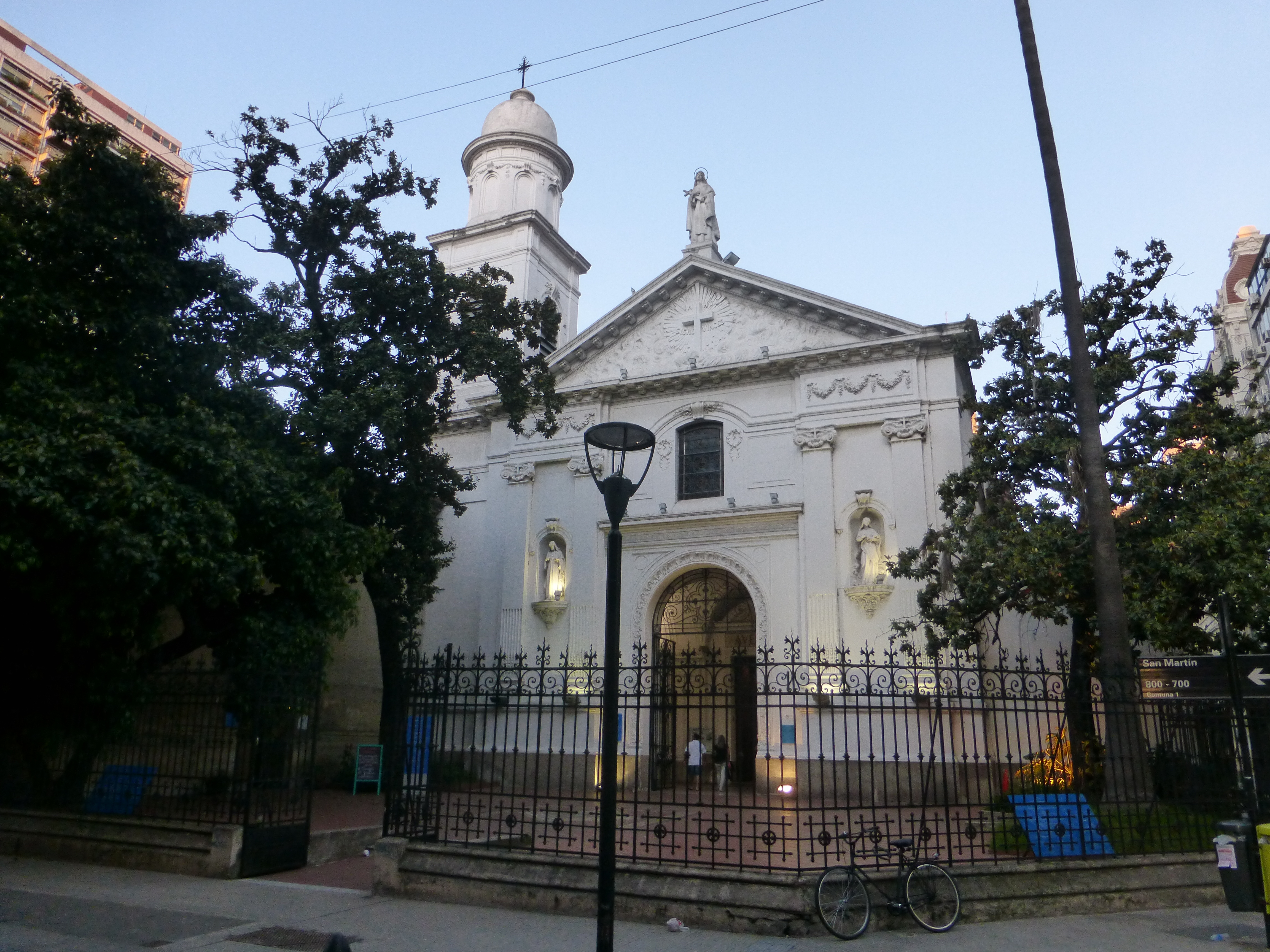
Fachada de la iglesia anexa al convento.

El Monasterio de las Catalinas, o Monasterio de Santa Catalina de Siena, adosado a la Iglesia de Santa Catalina de Siena, en la manzana delimitada por las calles San Martín, Viamonte, Reconquista y la Avenida Córdoba, en el barrio de San Nicolás, fue el primer monasterio para mujeres de la dicha ciudad, uno de los más antiguos y prestigiosos en la etapa colonial de Buenos Aires, y muy vinculado a la historia del país.

## Sus orígenes
A principios del siglo XVIII se impulsó en la ciudad la construcción de conventos. Así, por Real Cédula del 27 de octubre de 1717 el presbítero Doctor Dionisio de Torres Briceño obtuvo del Rey Felipe V de España la autorización para fundar un convento de Monjas Dominicas. Las también llamadas Monjas Catalinas pertenecen a la Segunda Orden Dominicana (la Primera Orden es la de los Padres Dominicos o Frailes Predicadores, fundada por Santo Domingo de Guzmán a principios del siglo XIII).

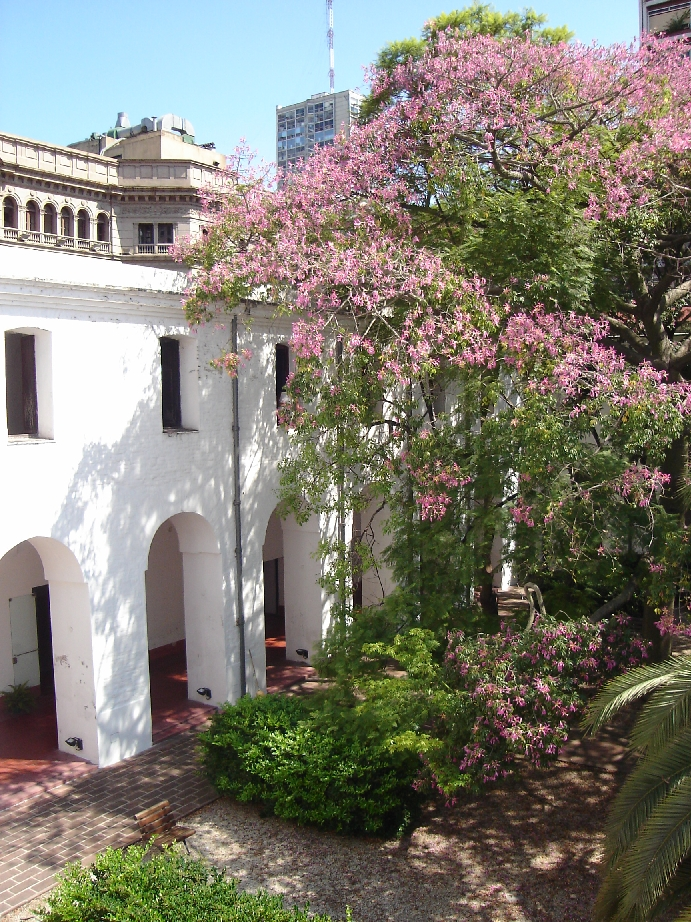
Patio del Monasterio de Santa Catalina de Siena.

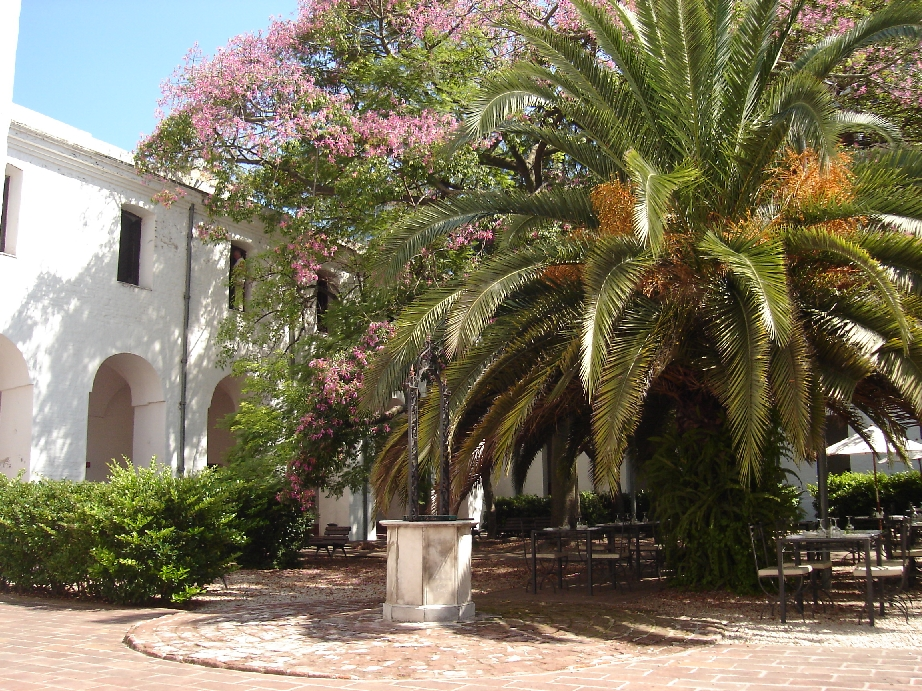
Patio del Monasterio de Santa Catalina de Siena.

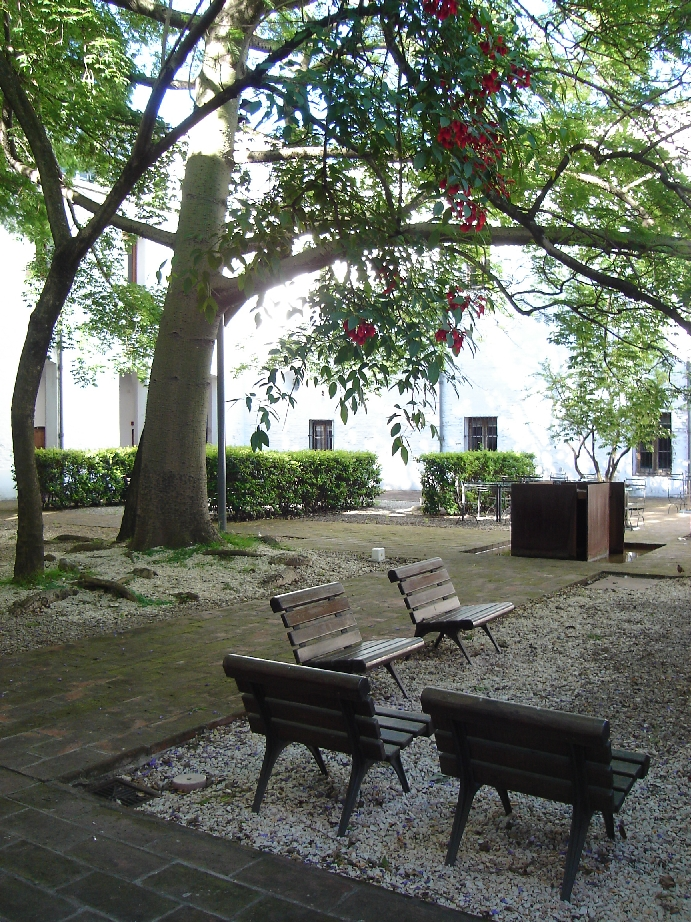
Patio del Monasterio de Santa Catalina de Siena.

Briceño decidió emplazar frente al Hospital del Rey, en la esquina de las actuales calles Defensa y México. 
En 1727, tras adquirir varios solares, se dio inicio a las obras de construcción sobre planos del hermano jesuita Juan Bautista Prímoli y del prestigioso arquitecto italiano Andrés Bianchi, también jesuita.
Al poco tiempo, el 24 de abril de 1729 falleció Briceño por lo que las obras fueron paralizadas, situación que se mantuvo por varios años ante la falta de financiamiento y las dudas del Gobernador Bruno Mauricio de Zabala y el Obispo Fray Juan de Arregui respecto de su ubicación.
El sucesor de Zabala, brigadier Miguel de Salcedo, en 1737 llamó a licitación para continuar la obra, que fue concedida a Juan de Narbona, importante comerciante aragonés (alarife, proveedor de cal) y constructor del convento de Recoletos.
Narbona solicitó el cambio de ubicación aduciendo que la elegida se encontraba en una parte baja de la ciudad, en extremo transitada, que las paredes levantadas eran débiles para soportar mayores cargas y que la superficie planeada era escasa. Propuso retomar las obras en un nuevo terreno, una manzana completa conocida como "la Manzana del Campanero", propiedad de la familia Cueli, en el barrio del Retiro, a siete cuadras de la Plaza Mayor, con frente a la calle de la Catedral. Era un barrio más seguro, de mayor altura, vista al Río de la Plata y, siendo cercano al centro, estaba más aislado del trajín de las calles principales.
La propuesta de Narbona encontró oposición en el Cabildo de Buenos Aires pero apoyo del obispado y del cabildo eclesiástico por lo que finalmente fue autorizada por el gobernador el 25 de septiembre de 1737. De inmediato Narbona procedió a comprar las tierras e inició las obras en 1738, basándose en los planos originales de Bianchi e incorporando algunas modificaciones.
Para la fundación se trasladaron a cinco religiosas del Monasterio de Santa Catalina de Siena de la ciudad de Córdoba que tras quince días llegaron a Buenos Aires el 25 de mayo de 1745. 
El 21 de diciembre de 1745 se inauguró la iglesia y el convento sin estar aún terminadas las obras, con la presencia del obispo Fray José de Peralta Barrionuevo y Rocha Benavídez, quien fallecería un año después, y del nuevo gobernador José de Andonaegui.
Ese día, las madres fundadoras y cinco postulantes que se les habían sumado desde mayo fueron conducidas en carruajes hasta la Catedral de Buenos Aires y de allí a pie en procesión hasta el monasterio, acompañadas por el Obispo, los miembros de los Cabildos eclesiástico y secular y las Órdenes Religiosas de la ciudad. La ciudad permaneció iluminada tres noches y en el monasterio las fiestas religiosas duraron otros tantos días.
El acceso central a la iglesia, con arco de medio punto que está enmarcado por dos pares de pilastras toscanas, está rematado por un frontis de estilo clásico. El presbiterio es de forma rectangular y tiene una cúpula baja. La única torre se ubica sobre el lado izquierdo del edificio. El interior es de una sola nave. A la izquierda del presbiterio una gran abertura enrejada comunica con el coro bajo. Sobre el nártex se encuentra el coro alto del que parten galerías perimetrales con óculos. A través de éstos y de la reja del coro bajo, las monjas participaban de las ceremonias religiosas sin ser vistas. Las fachadas del convento y de la iglesia fueron modificadas en 1910, según planos del arquitecto Juan A. Buschiazzo, perdiendo en gran medida su austeridad original. En la modificación de 1910 se colocaron los vitrales y la imagen de Santa Catalina de Siena que corona el frontis. Los altares datan del siglo XVIII y principios del siglo XIX. 
El retablo mayor es de 1776, de madera tallada, dorada y policromada, de 12 m de altura y fue tallado por el artista español Isidro Lorea.
El convento, adosado al flanco izquierdo de la iglesia, fue construido íntegramente de ladrillo y cal.  
Está compuesto por dos plantas dominadas por dos claustros, uno alto y otro bajo, con celdas para alojar cuarenta monjas conventuales. El convento está dispuesto alrededor de un patio con galerías abovedadas. En la planta alta, además de las celdas, se encuentra una pequeña habitación de planta cuadrada, cubierta con una cúpula con linterna, que se comunica visualmente con el presbiterio de la iglesia y era conocida como la capilla del noviciado.

### Desarrollo posterior
En 1770 de un total de treinta y seis celdas, una se utilizaba como refectorio, otras tres como despensa, otra como cocina para la Comunidad, dos servían de noviciado, otras dos como sala de labor, dos de guardarropa y otra como cocina para enfermas, por lo que las monjas se ubicaban de a dos o tres por celda.
En el año 1875 se clausuró la puerta principal sobre la calle San Martín y se trasladó la portería a la calle Viamonte, acercándola a la sacristía para mayor comodidad de la Comunidad y los capellanes.
En 1964, la orden dominicana emprendió la restauración procurando devolverle la apariencia del siglo XVIII.
El monasterio estuvo ocupado por las Monjas de la Segunda Orden Dominicana hasta 1974, año en que la congregación se trasladó a un nuevo monasterio en San Justo y donó los edificios al Arzobispado de Buenos Aires. Desde 2001, funciona como Centro de Atención Espiritual para las personas que trabajan en el microcentro.
Debido al deterioro se encararon a partir del 2000 nuevos trabajos de restauración bajo la dirección del arquitecto Eduardo Ellis que al mismo tiempo permiten recuperar en lo posible el estado original, hasta el punto de picar y raspar las paredes que se modificaron después de su fundación. Se encargaron también baldosas nuevas a Inglaterra similares a las primitivas. Los muros solo podrán ser pintados a la cal. En el patio central, de aproximadamente 1000 m², se mantienen centenarios palos borrachos.

## El ingreso al Convento
Para ingresar al convento las normas establecidas en el Concilio de Trento (1545-1563) exigían vocación, vida y costumbres morigeradas, al menos quince años de edad, aptitud física para poder observar las reglas, no haber pertenecido a otra orden, no ser casada, legitimidad de nacimiento, limpieza de sangre y el pago de una dote.
La elección de la vida religiosa se justificaba bien por los peligros del mundo, bien por vocación, como un llamado de Dios.
Respecto de la legitimidad, las reglas de la orden no la exigían pero a fines del siglo XVII se convirtió en exigencia para ingresar a los conventos de las Catalinas, especialmente para la admisión de religiosas de velo negro. Las pocas excepciones admitidas se hicieron sobre la base de que cuando menos los padres fueran españoles y solteros en el momento de la concepción.
La limpieza de sangre era otra exigencia: para ser admitida no debía ser esclava, ni descendiente de mulatos o mestizos, o de mahometanos, herejes o judíos. De comprobarse posteriormente alguna de esas condiciones, el hábito y la profesión eran considerados nulos.
La dote era una suma de dinero que la aspirante a monja debía entregar al monasterio antes de profesar. Las dotes de las monjas debían pagarse en plata y la suma era de 500 pesos para las de velo blanco y variaba entre 1500 y 2000 pesos (más 300 para la celda) en el caso de las monjas de velo negro.
El monto de la dote era colocado a censo al 5% anual y la renta producida se usaba para el vestido, el calzado, comida, gastos médicos (botica, sangrador) y capellán.
De no tener suficiente para la dote, la priora y su consejo podían conceder una reducción por saber tocar el órgano o el clave, o por tareas a las que se comprometiera su familia. 
En otros casos, mujeres de probada pobreza solicitaban autorización al Virrey para pedir limosna públicamente y así cubrir su dote. De nueve casos documentados solo cuatro fueron admitidas: aquellas cuyas familias y su depositario las ubicaban más integradas al sector alto de la sociedad.
La dote podía tener un impacto muy grande en algunos casos extremos, como el del capitán y regidor Juan José de la Palma, quien para cubrir la dote de sus seis hijas dio en dote su casa: "Tolerando esta quiebra porque logren mis hijas el espiritual consuelo sobre que incesantemente están clamoreando, con tanta eficacia que ya me faltan las fuerzas para resistir."
Para la familia una hija en el convento otorgaba prestigio social y en lo religioso las oraciones de una monja ayudarían a la salvación de sus almas. Por otra parte, las novicias antes de profesar debían testar o más bien renunciar a su herencia a favor de sus padres o hermanos. En todo caso, la dote era aproximadamente la mitad de la habitualmente otorgada para casar a una hija.

## Jerarquización en el convento

### Las monjas
En el convento existía una clara jerarquización interna: monjas de velo negro cuya tarea fundamental era el rezo del oficio divino, monjas de velo blanco para las tareas domésticas, donadas y esclavos. 
Las monjas de velo negro o coristas eran monjas contemplativas cuya tarea principal consistía en lograr la unión con Dios por medio de la oración. Las oraciones se realizaban en latín, tarea para la que eran formadas por la maestra de novicias durante el año de noviciado. También tenían momentos dedicados a su formación espiritual y otros en los que realizaban labores de mano.
Las monjas de velo blanco, también llamadas conversas o de obediencia, eran pocas (una de cada siete de velo negro), y debían ocuparse de los oficios manuales. Llevaban un velo blanco sobre la cabeza y si bien no estaban obligadas al rezo del Oficio Divino, debían rezar determinado número de Padrenuestros y Avemarías en las distintas horas canónicas, levantarse a la misma hora que las restantes y asistir a misa diaria. En algunas de las épocas del año en que correspondía ayunar podían ser eximidas en atención al trabajo corporal que realizaban.
Durante todo el período colonial ingresaron 12 monjas de velo blanco (sobre un total de 97) al monasterio de las Catalinas.
Los diversos oficios eran 24, detallados en un Directorio o Tabla: Priora, Maestra de novicias, Madres de consejo, cantora, escuchas, torneras, sacristanas, cocinera, enfermeras, roperas, refectoleras, secretaria, etc.
Las monjas realizaban diversos trabajos como la encuadernación de libros, restauración de obras de arte, confección de ornamentos religiosos, bordados y costura. Algunas se dedicaban a la literatura, a la poesía (se conservan obras de una de ellas, Sor Cayetana del Santísimo Sacramento) y a la música.

### Las Prioras
La Priora era elegida cada tres años por el voto secreto de las monjas con más de doce años de profesión, elección que debía ser  confirmada por el obispo. No podía ser electa para dos períodos consecutivos. La Priora a su vez elegía a la Superiora y reunida en consejo con cuatro de las monjas más antiguas elegía a las que ocuparían los restantes cargos. 
Si bien la fundadora, Sor Ana María de la Concepción Arregui de Armaza y su hija Gertrudis, eran de Buenos Aires, las tres primeras prioras fueron monjas venidas del Monasterio de las Catalinas de Córdoba. En el capítulo de 1754 se eligió a Sor Josefa Gutiérrez de Paz, que había profesado en Buenos Aires, si bien era hija de Juan Gutiérrez de Paz, tío materno de la Madre fundadora.
De las 97 monjas que profesaron desde la fundación del convento hasta 1810, dieciocho accedieron al cargo de Priora, algunas en más de un período y doce de ellas pertenecían al sector social más alto: los padres de ocho de estas monjas tenían grado militar, tres fueron miembros del Cabildo, uno llegó a Gobernador, uno se desempeñaba como comerciante, tres pertenecían a la Tercera Orden de San Francisco y uno era Caballero de la Orden de Santiago.
Si bien era función del síndico ocuparse del manejo económico del convento, las Prioras no se desentendían del tema e intervenían directamente incluso en cuestiones relacionadas con obras en el convento, reclamos de deudas, etc.

### Las Donadas
La siguiente jerarquía social en el convento de las Catalinas era la de las donadas. Eran sirvientas de confianza que vestían el hábito de las monjas y tenían a su cargo los esclavos y sirvientes. Las donadas podían elegir permanecer en el convento toda su vida e incluso profesar como terciarias de la orden. Eran de sectores sociales muy bajos, de raza mezclada, o esclavas liberadas que deseando vivir en religión encontraban un espacio en el convento dedicándose a las tareas domésticas. En 1766 vivían seis donadas en el Monasterio de Santa Catalina.

### Esclavas
Los esclavos se adquirían por compra (valores que oscilaban entre 200 y 300 pesos), donación de vecinos, o, en su mayoría, acompañaban a las monjas al ingresar. Hasta 1810 las monjas aportaron a su convento quince esclavos, pero excepto un caso no se destinaban al servicio personal sino al servicio común, al menos como prioritario. Algunas esclavas podían ser destinadas a la clausura y no podían abandonarla sin licencia del Obispo, pero la mayoría vivía extramuros, en la ranchería en la manzana frente al monasterio, entre las actuales calles San Martín, Viamonte, Florida y Córdoba.
En 1778 había siete esclavas de clausura entre las Catalinas.

## El Monasterio en la historia argentina
En julio de 1807, durante la Segunda invasión inglesa al Río de la Plata, el convento fue ocupado al igual que ocurrió con otros conventos e iglesias de la ciudad por las fuerzas británicas.
En la mañana del 5 de julio de 1807 el monasterio fue ocupado por tropas pertenecientes al 5º regimiento inglés que permanecieron en Santa Catalina hasta la rendición de los ingleses del día 7.
Las monjas permanecieron entretanto en una celda a oscuras y sin alimento pero no fueron agredidas por los soldados. No obstante el convento sufrió destrozos y saqueo y en el templo se rompieron imágenes, robaron adornos y los pocos vasos sagrados que no se habían enterrado.
El 7 de julio, Santa Catalina como la mayoría de los conventos y varias casas de familia se convirtió en un hospital improvisado para asistir a los heridos de ambos bandos.
En la "casa de mixtos" frente al Monasterio, estaban los almacenes y efectos del Real Cuerpo de Artillería), custodiados por tropas del regimiento de Pardos allí acantonadas. 
Ya producida la Revolución de Mayo, en junio de 1811, la Expedición Auxiliadora de Chile al mando del teniente coronel Pedro Andrés del Alcázar fue alojada en sus instalaciones. Durante el Primer Bombardeo de Buenos Aires (1811), dado que el depósito de pólvora se encontraba a solo siete cuadras de la Plaza Mayor y por lo tanto en el área bombardeada por los realistas, se trasladó a la iglesia de San Nicolás de Bari (donde hoy se levanta el Obelisco), menos expuesta al alcance de las bombas enemigas. 
Más de 100 cajones y barriles fueron trasladados rápidamente en carretillas con el auxilio de los 300 hombres (doscientos infantes y cien dragones de la Frontera) que componían la Expedición Auxiliar de Chile.
El sagrario y la pila bautismal de la Iglesia se llevaron también a la iglesia de San Miguel Arcángel, que sirvió como parroquia hasta que el 29 de julio se retiraron los pertrechos.

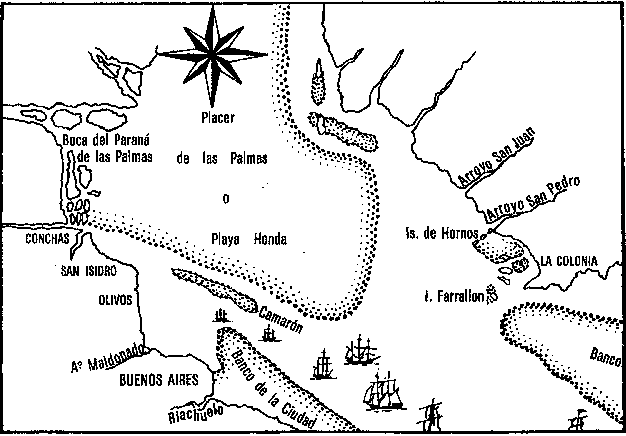
Río de la Plata.

La reforma eclesiástica impulsada en 1821 por el ministro de Gobierno Bernardino Rivadavia que suprimió algunas órdenes religiosas, confiscó sus bienes y prescribió las normas para el ingreso a la vida conventual respetó al Monasterio de las Catalinas.
Tras la caída de Juan Manuel de Rosas se radicaron en la zona las principales familias de Buenos Aires que antes vivían al sur de la Plaza Mayor con lo que el "Barrio de las Catalinas" adquirió una mayor importancia en la sociedad porteña.
Hasta 1872 el desembarco en el Puerto de Buenos Aires se efectuaba principalmente en el fondeadero natural de Balizas Interiores transbordando a carretas. Ese año se construyó un largo muelle que fue llamado "de las Catalinas" por estar ubicado frente al monasterio. Penetraba varios cientos de metros en el río y operó durante dos décadas hasta la reestructuración del puerto por el ingeniero Eduardo Madero. Contaba con líneas férreas y grandes depósitos.
En 1889 se levantó frente al monasterio el edificio llamado del "Bon Marché", posteriormente adquirido por el ferrocarril del Pacífico y hoy ocupado por el centro comercial Galerías Pacífico.
La Iglesia de Santa Catalina de Siena, en San Martín esquina Viamonte, fue declarada Monumento Histórico Nacional por Decreto 120.412 del 21 de mayo de 1942, mientras que el Monasterio recibió similar distinción por Decreto 369 del 18 de febrero de 1975.

## Valor patrimonial
A raíz de la decisión establecer transitoriamente al convento con protección Cautelar, posteriormente se determinó que el edificio forme parte del APH 51 regida dentro de la ley de APH (área de protección histórica) la cual cuenta con protección integral lo que significa que no puede ser modificada bajo ningún aspecto.

## Controversias

### Galería de las Catalinas
Una sucesión de problemas económicos provocó que se necesitara recaudar y ya que el predio del convento se había visto afectado por el ensanchamiento de la avenida Córdoba, la venta de dichas tierras le generaba una sustanciosa entrada de capital, lo suficiente para llegar a mudar toda la diócesis a un nuevo convento alejado de la ciudad. Aquí comienza a ser amenazada la continuidad del templo, incluso después de que el consejo de planificación urbana redacte una ordenanza referida a las normas especiales que rigen en la manzana, para proteger la escala del complejo sobre una altura máxima de 12 metros a partir del punto más alto y coincidente con la línea municipal.
En el año 1976 la Dirección de Planeamiento de la Municipalidad de Buenos Aires elaboró un estudio referente a las normas de edificación, y surgen voces disonantes como la del Dr. Francisco Seeber que propone que se construya en el predio una gran plaza, en pos de resolver la carencia de espacios verdes en el centro porteño.
Finalmente, se construye una torre de 11 pisos denominada Galería de las catalinas.

### Proyecto de hotel
En el año 2008 fue aprobada por el Gobierno de Buenos Aires la construcción de un edificio de 18 pisos y 5 subsuelos en la parcela contigua al convento, donde se encuentra una playa de estacionamiento actualmente cerrado. A partir de allí se estableció una polémica respecto a la construcción de dicha obra ya que según las voces disonantes “se ponía en riesgo la continuidad  estructural del complejo santa catalina”. 
Las dos posturas eran las siguientes:

### Gobierno de Buenos Aires y constructora Santa Catalina SA
Sostenían que la parcela donde se proyectaba no poseía ningún tipo de protección patrimonial, y que dicha intervención beneficiaria la zona atrayendo turistas.

### Asociación Basta Demoler, vecinos y comunidad católica
Sostenían que la ejecución de esta obra afectaría de manera irreversible la estructura colonial y el patrimonio.
Finalmente en octubre de 2016 la justicia expidió a favor de la postura proteccionista.

## Experiencia Casa FOA
Las obras iniciaron el 2 de mayo de 2001, dando lugar a la inauguración de Casa FOA el 8 de septiembre.
Inicialmente, la intención siempre fue que los fondos para la restauración provinieran del sector privado sin embargo, dada la condición de monumento histórico nacional del complejo, se solicitó al estado que participara del proyecto asegurando que el mismo fuera fiscalmente neutro, mediante un subsidio equivalente al IVA que correspondía al monto de las obras ejecutadas. En caso de ser otorgado, el subsidio cubriría obligaciones fiscales. Las gestiones resultaron infructuosas. Así, se debió recurrir a préstamos particulares en un contexto donde a finales del mismo año se desencadenaría la crisis.
La muestra se enfocó en que los diseñadores y arquitectos que participaban respetaran el edificio histórico y potenciaran sus cualidades arquitectónicas. Para ello se hizo un inventario de lo existente, calificando pieza por pieza el valor cultural de los bienes, muebles, embalando lo que pertenecería y depositándolo en el seminario Metropolitano.
Esta actividad fue crucial, ya que el edificio debía quedar rehabilitado y vaciado para que los espacios pudieran ser intervenidos por los principales estudios de arquitectura, diseño y paisajismo.

## Descubrimientos arqueológicos
Como resultado de la decisión de instalar allí Casa FOA y de dilucidar de que tipo de estructura se trataba se encontraron con objetos históricos, motivo que llevó a que la dirección General de Patrimonio generara su propia supervisión de las excavaciones, esfuerzos que previamente habían sido poco fructíferos por falta de fondos. Fue la magnitud histórica de los descubrimientos -que dan razón a un importante recorte del contexto sociocultural de la época- lo que llevó a que finalmente se ejecutaran.  Así mismo dentro de la muestra de diseño, arquitectura y paisajismo se dispuso por primera vez un recinto exclusivo y actualmente algunos objetos pueden ser visitados en el Convento. 
Fruto de la complejidad existente de mantener intacto el patrimonio paralelamente a la ejecución de la actividad arqueológica fue necesaria la conjunción de distintas disciplinas, que fueron realizadas.
La principal zona de trabajo se centró en los lugares comunes del convento, forma habitual de llamar a los baños en el siglo XVIII.
Dentro del material cultural hallado podemos identificar mayoritariamente objetos de uso doméstico tanto de origen nacional como europeo.